# ۶۶۳ (قمری)
۶۶۳ (قمری)، ششصد و شصت و سومین سال در گاهشماری هجری قمری است. اول محرم این سال برابر با بیست و سوم اکتبر سال ۱۲۶۴ میلادی است.